# Белые люди в ЮАР

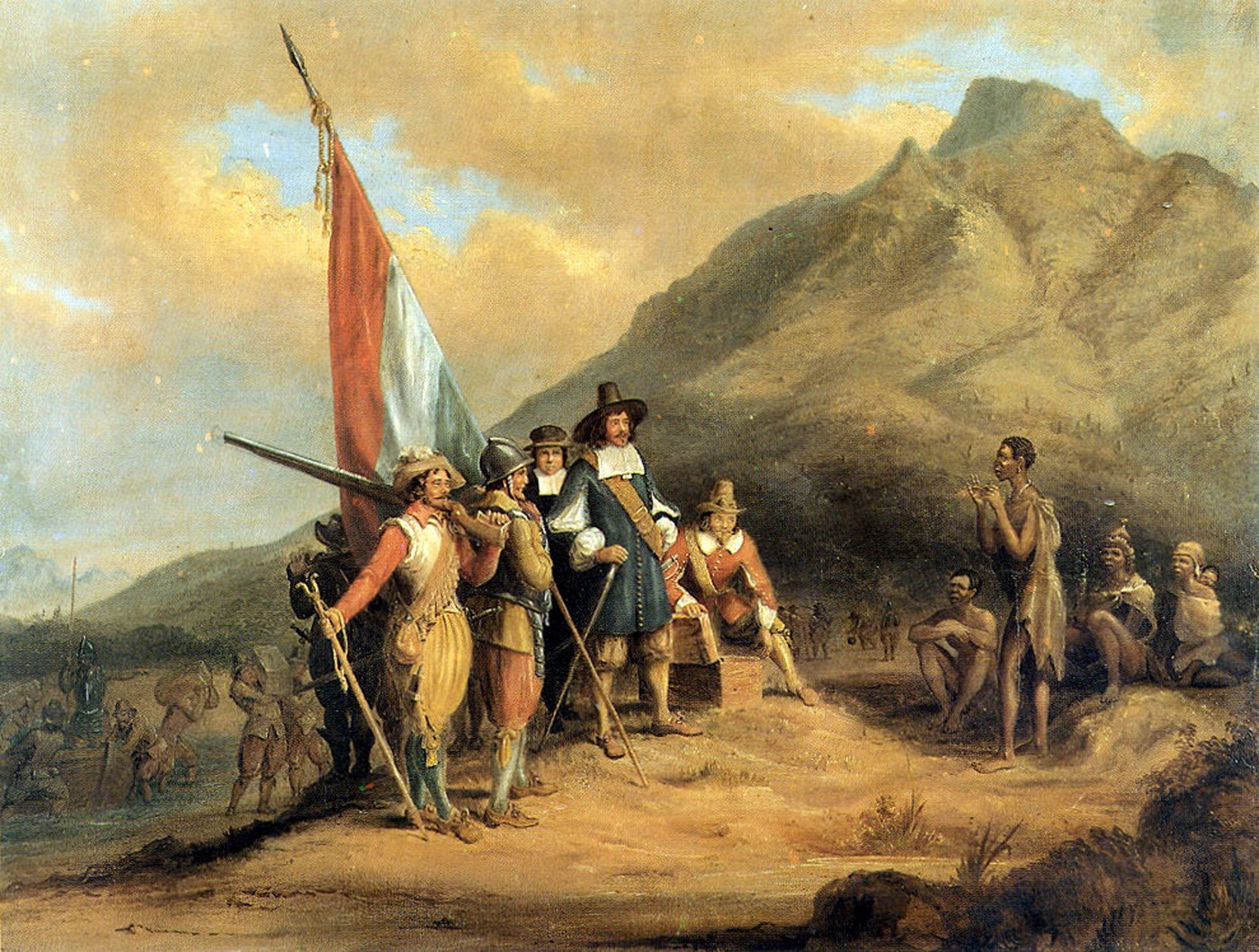
Прибытие Яна ван Рибека в Столовую бухту в апреле 1652 года, Чарльз Дэвидсон Белл, ранее 1851

Белые южноафриканцы (нидерл. Blanke Zuid-Afrikanen, африк. Blanke Suid-Afrikaners, англ. White South African) — одно из крупнейших расовых и культурно-языковых меньшинств на территории ЮАР, где на данный момент преобладают представители негроидной расы, состоящее из африканеров, англоафриканцев, людей европейского происхождения. Белые южноафриканцы представляют собой крупнейшую европейскую по происхождению группу белых на африканском континенте. В лингвистическом, культурном и историческом аспектах делятся на африкаансговорящих потомков бурских поселенцев — африканеров и англоафриканцев-англофонов, а также ряд более мелких групп (евреи, португальцы, выходцы из других европейских стран, в том числе из бывшего СССР).

## История
История белого населения ЮАР началась с середины XVII века и прошла несколько этапов, в том числе очень конфликтных.
Первыми белыми исследователями Южной Африки были португальцы, однако планомерное заселение земель в районе Каапстада (Кейптауна) начали голландцы. Основателем города стал голландец Ян ван Рибек (1652 г.), привлекавший сюда других белых переселенцев из Европы. Городом Капстад и Капской колонией до 1806 г. (с перерывом 1795—1803 гг во время первой британской оккупации) управляла Голландская Ост-Индская компания. В 1657—1806 гг. к первым голландцам добавились волны другой европейской иммиграции (французы-гугеноты, немцы, фламандцы, валлоны, ирландцы и др.). Новый белый этнос ЮАР получил название африканеры. В районе Кейптауна африканеры также частично смешались с бывшими привозными рабами, образовав смешанные и переходные расы (так называемые «цветные»). Ныне белые африканеры живут дисперсно в городах и сёлах провинциях Южно-Африканской Республики, а также в южной трети Намибии, где при непосредственном участии африканеров сформировалась смешанная группа бастеры. Настоящей трагедией для африканеров стала Британская оккупация 1806 г., когда Британская империя предприняла ряд шагов для вытеснения языка африкаанс и насаждения английского.

### Африканеры
После британской оккупации внутри африканеров выделяется субкультура буров. По религии — протестанты. Родной язык — африкаанс, сложился на основе южных диалектов голландского языка. Общая численность около 3,2 млн чел.

#### Субкультурные общности в составе африканеров
- Капские голландцы — белые поселенцы в районе Кейптауна, непрерывно проживающие там с момента голландской колонизации и смирившиеся с британской оккупацией. (См. также Капско-голландская архитектура)
- Буры — белые фермеры-африканеры.
  - Трекбуры — белые исследователи и первопроходцы саванн и пустынь к северу и западу от Кейптауна в XVII—XVIII веках.
  - Фуртреккеры — белые переселенцы, участники так называемого Великого Трека. Не приняв британскую оккупацию Капской колонии, трекбуры направились на восток, основав бурские республики, просуществовавшие до 1902 года.

### Англоафриканцы
Захватив Капскую колонию в 1806 году Британская империя предпринимает ряд шагов для укрепления своей власти в регионе. В Капскую колонию, также как в Кению и Зимбабве, устремляются тысячи британских колонистов (особенно массивной была миграция поселенцев 1820 года). Отношения между двумя белыми группами — африканерами и англичанами — накаляются до предела. При этом им приходится вести борьбу и против местных африканских племён.
Особенно значительно количество англичан в ЮАР увеличивается после золотой лихорадки 1840-х годов, хотя превзойти по численности африканеров британцам не удаётся, несмотря на победы в обеих англо-бурских войнах. В ходе второй из войн отношение к бурам было жестоким, мирное население помещали в концентрационные лагеря
. Более того, англичанам не удаётся создать в ЮАР ту сплочённую консервативную этно-языковую общность, которую смогли создать африканеры.
После 1910 года, когда ЮАР добилась положения доминиона (Южно-Африканский Союз) в составе Британской империи, позиции англоафриканцев в стране неуклонно ослабевают. В 1948 году власть в свои руки окончательно берут африканеры. К этому времени, однако, антагонизм между двумя белыми группами уже практически не ощущается, так как обе они осознают необходимость объединиться против общего «противника» — бедной и бесправной, но многочисленной чёрной массы. Правительство берёт курс на проведение политики апартеида.
Режим апартеида, возникший в 1948 году и завершившийся в 1994 году, был наиболее противоречивым периодом. В настоящее время численность и удельный вес белых в населении ЮАР продолжает быстро сокращаться из-за эмиграции и довольно низкого естественного прироста.

## Демография

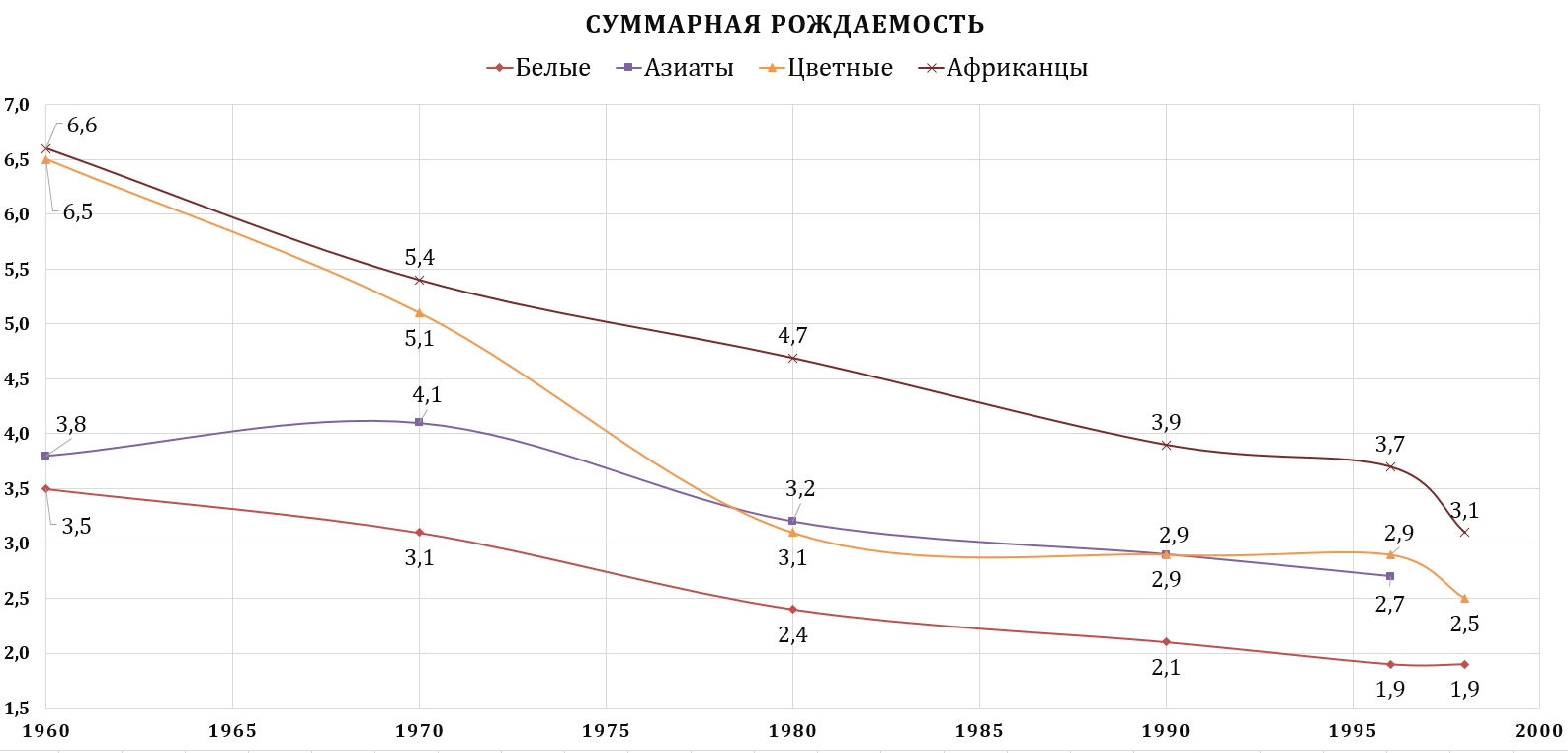
Суммарная рождаемость ЮАР 1960-1998 (По расам)

Апартеид стал своего рода отчаянной попыткой сохранить власть белого меньшинства в условиях острой демографической проблемы, которая предрешила его конец. Так, демографический переход в среде белого населения завершился к середине XX века. Коэффициент естественного воспроизводства белых упал ниже уровня простого воспроизводства населения, в то время как все другие группы страны (чёрные, «цветные» и азиаты) сохраняли высокие темпы прироста населения. Поощрение белой иммиграции в страну также имело лишь кратковременный эффект (например, привлечение португальцев из Анголы и Мозамбика после их независимости в 1975 году). Несколько десятилетий подобной ситуации завершились полным демографическим коллапсом белого населения.
Так до 1940-х годов доля белых в ЮАР постоянно росла, достигнув пика в 21 % при том что доля чёрных сократилась до 67 %, «цветных» и азиатов — 12 %. Но в 1980 году несмотря на постепенный рост абсолютной численности белых, их доля в ЮАР сократилась до 16 %, по переписи 1990 года — до 13,8 %, по переписи 2001 года — до 9,6 %.
На возрастной пирамиде белых ЮАР сказались как высокий уровень эмиграции в последнее время, так и резкое снижение рождаемости на протяжении последних 50 лет. Средний возраст белых в ЮАР — 35 лет (чёрных — 26 лет), около 15 % из них старше 60 лет (у чёрных — 6 %). Среднее количество детей на женщину — 1,9 (1989) ребёнка, у чёрных — 3,2.

### Европейцы на африканском континенте
Несмотря на снижение, ЮАР отличалась и отличается максимальной долей белых на африканском континенте. Второе место после ЮАР по доле белых (5-6 %) занимает соседняя Намибия, находившаяся под оккупацией ЮАР до 1990 года. Кроме этого, в Южной Родезии (Зимбабве) доля белых достигала максимума 5,5 % в 1970-х годах. На севере Африки — в Алжире, а именно во Французском Алжире — доля европейцев достигла максимума 15,3 % (около 1 млн чел.) в 1926 году, но после 1962 года практически все франкоалжирцы покинули страну. Точно так же массовым исходом европейцев закончились попытки итало-французской колонизации Туниса (см. итальянцы в Тунисе) и итальянская колонизация Ливии (см. итальянцы в Ливии).

### Расовые критерии
В XVIII—XIX веках голландские переселенцы, ввиду нехватки женщин, нередко вступали в сексуальные отношения с местным населением. По мере прибытия новых поселенцев африканские гены и черты лица постепенно размывались, за исключением смешанных групп, сохранявших обособленный от буров образ жизни («цветных»). Тем не менее, даже после принятия в 1950 года Закона о регистрации населения расовые критерии были не всегда очевидны, и члены одной семьи могли быть отнесены к разным расовым группам. Для разрешения вопроса о расовой принадлежности были разработаны различные критерии — такие, как карандашный тест, хотя по закону основным критерием была «очевидная» светлокожесть.

## Концентрация
Характерная особенность белых в ЮАР — это то, что они почти нигде не образуют большинства, хотя проживают на территории всей страны. Средняя плотность белого населения ЮАР — 4 чел./кв. км. Белые ни в одной административно-территориальной единице не образуют абсолютного большинства, за исключением небольшой деревни Орания (Северо-Капская провинция) с населением 1653 чел., которую некоторые борцы за права белых называют столицей будущего Фолькстата. Интересно, что в двух провинциях (Северо-Капская и Западно-Капская) белые вместе с цветными образуют всё же большинство, особенно если учитывать лишь родные европейские языки населения этих регионов — английский и доминирующий африкаанс. При этом концентрация белых несколько выше на юго-западе ЮАР, а также в ряде пригородов крупных городов по всей стране, где белые проживают в закрытых посёлках.

## Языки
Белые южноафриканцы имеют самое разнообразное происхождение.
В прошлом внутри белой группы значительные противоречия имелись между африканерами и англофонами, которые представляли собой меньшинство внутри меньшинства. Эти противоречия, достигнув наивысшего накала в ходе англо-бурских войн, со временем сгладились.

## Дискриминация белого меньшинства после отмены апартеида
Несмотря на меньшую численность, белые южноафриканцы, до победы на выборах Африканского национального конгресса в 1994 году, полностью контролировали политико-экономическую жизнь страны, то есть длительное время в истории ЮАР фактически являлись доминирующим меньшинством. Последнее десятилетие в ЮАР доля белого населения в целом уменьшается, многие уезжают в Австралию, Новую Зеландию или Великобританию, однако, по официальным данным именно белый диктат в ЮАР был насилием, а переход к демократическому правлению с самым активным участием чёрного большинства проведен мирным бескровным путём. За период с 1997 по 2007 год было убито 1248 белых фермеров и наемных сельхозработников. По данным «Африканерского движения сопротивления», за последние 14 лет были убиты более 3 тысяч фермеров, что составляет, в среднем, по одному мертвому белому фермеру в день. В 2010 году южноафриканский суд запретил популярную в начале 1990-х годов песню, в которой есть строка со словами «Убей бура» (белого фермера), так сторонники Юджина Тербланша, лидера белых националистов, связывают причину его убийства произошедшего сразу после судебного запрета этой песни, с агитационной деятельностью правящего африканского национального конгресса АНК. Отмечались случаи предоставления статуса беженца белым южноафриканцам, покинувшим ЮАР по причине преступности направленной против белых и дискриминации.
Также отмечалось, что оставшимся в ЮАР белым, которые, по данным на 2008 год, продолжали зарабатывать в среднем на 450 процентов больше, чем их чернокожие соотечественники, на вполне законных по южноафриканским стандартам основаниях ставятся всевозможные искусственные преграды, в то время как после ликвидации апартеида коренное население получило достаточно много льгот, привилегий, субсидий в рамках огромного количества всевозможных государственных программ, в результате, даже в полицейское руководство предпочитает оставлять должности вакантными для чернокожих, вместо того, чтобы назначать на них компетентных белых сотрудников. Южноафриканский профсоюз «Солидарность», объединяющий в основном белых рабочих и служащих, подал в суд, заявляя о расовой дискриминации в полиции.
В 2010 году Д-р Дан Роодт, профессор литературы, белый националист и лидер группы действий в поддержку африканеров в ЮАР описал ситуацию, как катастрофическую: 

«Сегодня наш народ вместе с остальным белым населением ЮАР стал жертвой физического и культурного геноцида. За последние пятнадцать лет более пятидесяти тысяч белых были убиты, свыше двухсот тысяч наших женщин были изнасилованы» 
белые граждане ЮАР считают себя отверженными и отмечают резкое снижение уровня жизни белого меньшинства в ЮАР в 2010 году.
В опросе, проведенном Южноафриканским институтом расовых отношений в 2018 году , белые люди были этнической группой, которая чаще всего сообщала о том, что стала жертвой расизма: 53% по сравнению 23% чернокожих и 20% индийцев.